# Туртранс-Вояж
Туртранс-вояж — российский международный многопрофильный туристический оператор, существующий с 1994 года. Основная специализация компании — автобусные экскурсионные туры по Европе. Является также туроператором по США и Китаю. В 2013 году география выездов компании охватывала 238 городов и 34 страны.
Согласно рейтингу РБК, в 2014 году занимал 21-е место в списке крупнейших туроператоров России.
Доля туроператора на российском рынке европейских автобусных туров существенно возросла в 2018 году, после банкротства его основного конкурента DSBW Tours.  

## История и деятельность

Туристический автобус Туртранс-вояж в Люксембурге, 2017

Компания создана в 1994 году Дмитрием Фоминцевым, который и в 2018 году является её бессменным генеральным директором. Упор был сделан на познавательный, просветительский туризм, в дальнейшем к нему прибавилась курортная составляющая. Первая туристическая программа в 1994 году представляла собой автобусный тур с посещением двух столиц «Варшава — Париж». В дальнейшем на этот маршрут стали нанизываться другие европейские города и столицы (Берлин, Амстердам, Брюссель, Люксембург), а затем сеть автобусных маршрутов распространилась на Европу, включая Великобританию, Скандинавию, Норвежские фьорды, Прибалтику и Белоруссию. Автобусные туры стали дополняться отдыхом на море в Испании, Франции, Италии, Хорватии, на озёрах Италии, Австрии, Чехии и Венгрии. В 2006 году с целью экономии времени и «подскока» в Европу появились авиатуры и монотуры.
В компании работает более 170 сотрудников, среди которых около трети занимается визовыми вопросами, а также около 190 штатных и привлечённых гидов.
Анализируя тенденции развития российского выездного туризма, гендиректор Фоминцев высказывался в прессе за создание альянсов туроператоров и за «объединение агентских и клиентских баз, а также маркетинговых стратегий с целью усиления позиций на туристическом рынке». Заёмные средства компания не привлекает.
С 1994 по 2013 год компания отправила на отдых более 500 тысяч человек, ежегодно около 1500 групп. В 2013 году география выездов компании охватывала 238 городов и 34 страны.
В сезоне 2014—2015 годов компания стала лауреатом независимой премии «Звезда Travel.ru» в номинации: «Лучшая туристическая компания по видам отдыха: автобусные туры», всего выигрывала эту премию 12 раз.
Публиковались как положительные, так и отрицательные отзывы о деятельности компании «Туртранс-вояж». Характерным маркетинговым приёмом компании является объявленная заманчиво низкая стоимость тура, привлекающая массового клиента, и последующие большие доплаты за экскурсионную программу, трансферы, заезды, организованное питание, дегустации и т. д. наличной валютой за рубежом по ходу самого тура, — совокупно затраты, часто в несколько раз превышающие первоначальную цену тура.